# Waco Jesus
Waco Jesus ist eine Porngrind-Band aus dem amerikanischen Bundesstaat Illinois.

## Bandgeschichte
Gegründet wurde Waco Jesus 1994 von Gitarrist Kevin Menssen in Illinois. Der Name hat seinen Angaben zufolge nichts mit den Vorkommnissen 1993 in Waco zu tun. Nach zahlreichen Besetzungswechseln nahm das Line-up mit Lividity-Gitarrist Dave Kibler, Schlagzeuger Nick Null, Bassist Bruce Duncan und Sänger Shane Bottens 1997 das erste Demo auf. Es folgte ein Plattenvertrag bei United Guttural Records aus Atlanta, bei dem 1999 das Debütalbum The Destruction of Commercial Scum erschien. Im folgenden Jahr verließ Gitarrist Kibler die Gruppe und wurde durch Chris Sweborg ersetzt. Nach dem unerwarteten Tod von Schlagzeuger Nick Null im Juli 2002 kam John Baker in die Band. Mitte 2003 erschien bei Morbid Records das zweite Studioalbum Filth. Nach einer Tournee durch Europa und einigen Festivalauftritten in den USA folgte 2006 das dritte Album Receptive When Beaten. Das bislang letzte Studioalbum erschien 2009 unter dem Titel Sex Drugs and Deathmetal.

## Kritik
Die Band stand des Öfteren wegen ihrer frauenfeindlichen und sexistischen Texte sowie der nicht jugendfreien Artworks in der Kritik. So charakterisiert das Onlinemagazin The Metal Observer in seiner Kritik zum 2003er-Album Filth die Texte der Band als die „abscheulichsten und kränksten und perversesten Lyrics“, die es gebe, und das Magazin Rock Hard schreibt, dass sich Waco Jesus mit ihren infantilen Songtexten selber disqualifiziere. Die Musiker selber bezeichnen ihre Texte und die Artworks als eine spezielle Form des Schwarzen Humors, musikalisch sieht sich die Gruppe in einer Schnittmenge aus „Death Metal, Grind und Porno“. Das oben genannte Album Filth wurde am 10. August 2012 von der BPjM in der BRD indiziert.

## Diskografie
- The Destruction of Commercial Scum (United Guttural Records, 1999)
- Filth (Morbid Records, 2003) indiziert (B)
- Receptive When Beaten (Waco Productions/United Guttural Records, 2006)
- Sex Drugs and Deathmetal (Waco Productions/United Guttural Records, 2009)
- Mayhem Doctrine (Sevared Records, 2013)